# Toad (Nintendo)
Toad (キノピオ, Kinopio) is een personage uit de Mario-serie van Nintendo.
Toad is een humanoïde paddenstoel en is de dienaar van Princess Peach. Toad was voor het eerst te zien in het computerspel Super Mario Bros.. Hij is in de meeste spellen een achtergrondpersonage, maar in bijvoorbeeld New Super Mario Bros. Wii waren twee Toads (een blauwe en een gele) speelbare personages, samen met Mario en Luigi.
Toad is de naam van een individu, maar het refereert ook aan een soort personage. Toad is niet uniek. Er wonen veel Toads in het kasteel van prinses Peach en in het Mushroom Kingdom. Hoewel ze erg veel op elkaar lijken hebben ze allemaal een andere persoonlijkheid. Aangezien Toad niet een van de beste bewakers is, moet hij vaak worden gered. Hij trad op in de Mario-reeks vanaf 1985.
In het spel Super Mario 64 geeft hij Mario goede raad om Peach te kunnen bevrijden uit de handen van Bowser. Toad verschijnt ook in de spellen Mario Kart Double Dash!!, waar hij een van de racers is, Super Mario Sunshine, waar hij samen met Mario, Peach, Toadsworth en enkele andere menselijke paddenstoelen op reis gaat richting Isle Delfino, als Toad Brigade in Super Mario Galaxy, en verder is Toad ook te vinden in de Mario Party spellen.
Sinds Mario Kart Double Dash!! heeft ook een vrouwelijke Toad, Toadette, een rol gekregen in de spellen van Nintendo.
Toad heeft sinds begin januari 2015 zijn eigen spel voor de Wii U, genaamd Captain Toad: Treasure Tracker. Het spel bouwt verder op de avonturen van het Captain Toad minispel binnen Super Mario 3D World, waar het spelmodel voor het eerst werd geïntroduceerd. Hij is ook deel van twee van de Super Smash Bros. games, wanneer Peach aanvalt komt Toad tevoorschijn, bij Daisy is het Toadette.
Voor de film The Super Mario Bros. Movie uit 2023, werd Toads stem ingesproken door Keegan-Michael Key. De Nederlandse stem werd ingesproken door Juliann Ubbergen en de Vlaamse stem door Jonas Vermeulen.

## Familie en de verschillen
- Normale Toad: Heeft een echte vliegenzwam als hoofddeksel, in tegenstelling tot andere Toads.
- Toadette: Is bijna nergens bang voor, in tegenstelling tot andere Toads.
- Toadsworth: Is ouder en wijzer dan andere Toads.
- Captain Toad en Captain Toadette: Kunnen minder hoog springen dan andere Toads.
- Overige Toads: Hun jasje heeft dezelfde kleur als de stippen op hun hoofddeksel, deze Toads kunnen onder andere rood, geel, blauw, groen of lila zijn.